# La leggenda di Beowulf
La leggenda di Beowulf (Beowulf) è un film d'animazione del 2007 diretto da Robert Zemeckis, adattamento cinematografico del poema epico Beowulf.
Il film è stato presentato in anteprima a Londra il 13 novembre 2007, mentre è uscito nelle sale cinematografiche in contemporanea mondiale il 16 novembre 2007. In Italia La leggenda di Beowulf è stato distribuito in formato 3D in alcuni cinema fra i quali otto cinema multisala. Dal film è stato tratto un fumetto, Beowulf, scritto e disegnato da Neil Gaiman (sceneggiatore della pellicola) e Roger Avary.
Il film ha ricevuto recensioni moderatamente positive da parte della critica, che si è complimentata per gli effetti visivi, il motion capture e la recitazione mentre criticava gli aspetti dell'interpretazione del poema, ma il film ha avuto prestazioni inferiori al botteghino, avendo guadagnato solo $ 196,4 milioni con un budget di $ 150 milioni.

## Trama
Danimarca, 507 d.C.: un grande festeggiamento nella reggia di Heorot, dimora di Hrothgar, Re della Danimarca, divenuto potente e famoso in tutto il mondo per aver ucciso un drago e altri mostri che infestavano le terre del nord, sveglia Grendel, un emaciato e mostruoso troll/orco particolarmente sensibile ai rumori forti, che si presenta nel salone e comincia a devastarlo uccidendo tutti i soldati e le donne che gli si parano davanti. Hrothgar, afferrata una spada, lo affronta apertamente ma il mostro si rifiuta e scappa nelle fiamme blu una volta capito chi ha davanti. Il re chiede aiuto e in suo soccorso arriva Beowulf, un grande guerriero dei Geati, a capo di 14 uomini valorosi. L'eroe, già cimentatosi in gloriose imprese contro serpenti marini e giganti di ghiaccio, non ha alcun timore della creatura demoniaca e giura di liberare la Danimarca da questa maledizione. Scopriamo, inoltre, che il demone Grendel ha una madre, una creatura marina dalla pelle dorata, la quale lo rimprovera di essersi rivelato agli uomini contro i suoi ordini, essendo pericolosi e intenzionati ad ucciderlo come hanno ucciso molti della loro specie.
Entrato nella reggia di Heorot, Beowulf ha una discussione con Unferth, che è il primo consigliere di Re Hrothgar, che, ubriaco, rivela ai presenti nella sala che il geata, nonostante la sua fama di guerriero, aveva perso una gara di nuoto con Breca il possente. L'eroe non nega l'affermazione del danese, ma rivela un particolare a lui ignoto. Egli aveva perso la gara perché aveva affrontato nove mostri marini, enormi rettili giganti con un occhio solo armato solo di un coltello. Segue un flashback dove si vede Beowulf che sconfigge le bestie accecandole e smembrandole con la sua lama, finché una sirena lo trascina in fondo al mare e lo seduce, facendogli perdere la sfida, sintomo che l'eroe è altamente vulnerabile alla lussuria che lo acceca e lo avvampa facendogli dimenticare il suo onore. Dopo aver definitivamente messo a tacere Unferth, rinfacciandogli di non aver potuto nulla contro il mostro e di aver in passato ucciso i suoi fratelli secondo le dicerie locali, Beowulf conferma la sua decisione di uccidere Grendel ad ogni costo.
Dopo aver festeggiato e aver assaggiato il dorato idromele del re, Beowulf si prepara ad affrontare Grendel: si libera dell'armatura, dato che vuole affrontarlo ad armi pari, e ordina ai suoi uomini di cantare a squarciagola. Il mostro non si fa attendere e poco dopo la sua apparizione riesce a uccidere tre dei geati. Dopo una lunga lotta Beowulf lo ferisce all'orecchio, spaccandogli il timpano, e gli recide un braccio a mani nude. Grendel, spaventato e moribondo, fa ritorno nella sua caverna dove muore tra le braccia della madre.
Così come il re gli aveva promesso, Beowulf ottiene in premio la Coppa del Drago, un calice d'oro rubato dall'anziano sovrano anni prima al drago che uccise, come ringraziamento del servizio prestato. I pericoli non sono però terminati e si aggravano quando entra in scena la madre di Grendel che uccide tutti i guerrieri rimasti per vendicare l'uccisione del figlio, a eccezione di Wiglaf che aveva deciso la notte precedente di stare fuori e di non festeggiare. Qui Hrothgar rivela a Beowulf l'esistenza di tale creatura, creduta morta da tempo: un essere antico e immortale, definito da molti come un demone. Il re afferma che nei tempi antichi ne esistevano molti altri della loro razza, ma vennero in seguito tutti cacciati e uccisi dagli uomini e che ora lei è l'ultima rimasta della sua specie.
Beowulf decide di affrontarla ed entra nella sua tana, un acquitrino nascosto nella brughiera. Entrando nella grotta, trova il corpo di Grendel e dopo poco anche la madre, trasformatasi in una seducente donna per far abbassare la guardia all'eroe. Lo persuade a unirsi a lei dopo avergli promesso gloria e ricchezza per tutta la sua vita, finché la Coppa del Drago ricevuta in premio che avrebbe dovuto donarle non fosse tornata nelle mani dello stesso. Questi cede alla tentazione e ha un rapporto con il mostro.
Tornato a Heorot, Beowulf ottiene nuovamente onori e gloria da tutti, ma Hrothgar intuisce come sono andate le cose. Capendo che la maledizione deve continuare, Hrothgar, esaltato fino alla pazzia, decide di dare in eredità a Beowulf tutto il regno e la sua giovane moglie, la dolce e gentile regina Wealtheow come ricompensa. Essendo i suoi incubi terminati una volta per tutte, il monarca la fa finita e si suicida buttandosi dalla finestra del castello precipitando sulle spiagge del mare. Un riflesso dorato sotto la spuma si avvicina rapidamente per poi portare via il suo corpo. Con l'improvvisa scomparsa del re, Beowulf diventa re dei Danesi, come promessogli dall'amante mostruosa, e nei successivi anni espande il suo impero e diventa famoso in tutto il mondo come l'ammazzamostri e l'eroe.
Ma presto Beowulf si rende conto di aver commesso un grave errore: negli anni del suo regno, la cristianizzazione sostituisce i riti pagani presenti durante la sua giovinezza e a malincuore vede il tempo degli eroi e dei mostri svanire, "siamo noi uomini i mostri adesso Wiglaf", rendendosi conto del male che ha compiuto e di come egli sia ormai ridotto senza uno scopo nella vita. È il perfetto eroe ma non ha mostri da combattere o cause per cui battersi, è un guerriero formidabile ma non può più affrontare nessuno in duello in quanto la maledizione gli impedisce di perdere o anche di morire, costringendolo a convivere con il peso dei suoi peccati, delle sue menzogne. Trovatosi, come Hrothgar prima di lui, rinnegato dalla regina, e incapace di avere figli, la sua unica consolazione è la sua giovane amante Ursula, una giovane cortigiana profondamente innamorata di lui, che lo crede un eroe e un uomo coraggioso e perfetto come tutti.
Proprio durante il giorno in cui si sarebbero celebrate le sue imprese, la Coppa del Drago viene ritrovata dal servo dell'ormai vecchio Unferth e di conseguenza Beowulf comincia a temere per la sorte della sua gente. I suoi incubi prendono forma la sera seguente, quando un enorme drago dorato devasta una cittadina vicina, uccidendo la maggior parte della gente e facendo rivivere a molti il periodo ormai lontano in cui Grendel devastava il territorio danese. Il drago rivela di essere figlio di Beowulf e della madre di Grendel e di volere vendetta per essere stato abbandonato dal padre per tanto tempo.
Assieme a Wiglaf, il re ritorna alla grotta della Madre di Grendel per cercare di trovare un compromesso con lei, ma senza successo. Il drago (figlio mezzo sangue nato dal rapporto tra Beowulf e la seducente generatrice di demoni) appare e comincia un inseguimento che termina su una delle torri del castello reale: Beowulf riesce a tagliare il patagio della bestia, la rende incapace di sputare fuoco, ma non riesce a colpirle il cuore. Decide quindi di sacrificare un braccio per raggiungere l'organo e facendo così lo uccide, precipitando sulle scogliere poste sotto il palazzo. Il drago prende fattezze umane di un ragazzo con la pelle dorata. Beowulf accarezza il suo viso con un velo di tristezza per avere a malincuore ucciso suo figlio. Wiglaf cerca di soccorrere il suo signore, che perisce poco dopo e, a causa della sua morte eroica, ne viene celebrato il funerale vichingo; sfortunatamente, Beowulf non riesce ad avvisare in tempo il prode Wiglaf della verità riguardante la Madre di Grendel, che aveva trovato la sua vendetta per la morte del figlio. In seguito ella appare, seducente e tentatrice, al nuovo Re Wiglaf.

## Personaggi
- Beowulf: eroe della storia, è il più grande guerriero del suo tempo dotato di una forza sovrumana e di grande coraggio. È giunto in Danimarca per uccidere Grendel allo scopo di aumentare la sua fama e di ripagare Hrothgar che era amico di suo padre. Apparentemente valoroso, leale e onorevole, Beowulf nasconde un lato oscuro: non sa resistere al fascino delle belle donne, della ricchezza e della gloria. In vecchiaia si renderà conto degli errori commessi e farà di tutto per proteggere la sua terra e i suoi cari, riscattando il suo onore. Interpretato da Ray Winstone e doppiato in italiano da Francesco Pannofino. Poiché l'attore, all'epoca delle riprese, aveva già 50 anni, la sua voce e le sue espressioni sono state montate, tramite motion-capture, sul corpo dell'assai più giovane e prestante fisicamente attore Alan Ritchson.[5][6] Winstone e Ritchson hanno interpretato anche il drago figlio di Beowulf, nella sua forma umana.
- Re Hrothgar: il re dei danesi, un tempo coraggioso e valente eroe ma ormai anziano e soprattutto consumato da una vita di eccessi (donne, banchetti e idromele). Nel corso del film, viene rivelato che Hrothgar è il padre del mostro Grendel, in quanto, come Beowulf farà in seguito, egli ha giaciuto con sua madre in gioventù. Capendo che Beowulf ha commesso il suo stesso errore, Hrothgar, ormai libero dalla maledizione, decide di farla finita suicidandosi. Il suo corpo verrà recuperato infine dalla Madre di Grendel dalla spiaggia. Il suo consiglio sarà indispensabile a Beowulf per affrontare la battaglia finale. Interpretato da Anthony Hopkins e doppiato in italiano da Dario Penne.
- Unferth: Primo consigliere di Hrothgar (e in seguito di Beowulf). Inizialmente non ha fiducia nell'eroe a causa delle storie che ha sentito sul suo conto, ma in seguito diventa un suo fiero sostenitore. Convertito al cristianesimo, è spesso accompagnato da un giovane schiavo, Cain, che maltratta continuamente. Interpretato da John Malkovich e doppiato in italiano da Roberto Pedicini.
- Regina Wealtheow: moglie di Hrothgar, è a conoscenza dei segreti del marito e non lo perdona di aver giaciuto con il mostro. Per questo si invaghisce del giovane eroe giunto da terre lontane ma, dopo averlo sposato, intuisce presto che anche Beowulf è stato stregato come il suo precedente re. Prima della fine, tuttavia, i due hanno modo di riconciliarsi. Interpretata da Robin Wright e doppiata in italiano da Chiara Colizzi.
- Madre di Grendel: rimasta senza nome, come nella storia originale, è un antico mostro acquatico, ultima rimasta della sua specie. Inizialmente non ha alcuna intenzione di avere a che fare con gli umani, sapendo che essi rappresentano un pericolo per sé e suo figlio, infatti rimprovera Grendel del suo attacco, ma dopo la sua morte, accecata dal dolore, metterà in atto la sua vendetta. La Madre di Grendel, nonostante tutto, tiene ai suoi compagni umani, recuperando i loro corpi evitando che essi siano distrutti. Recuperando per primo il corpo di Hrothgar sulla spiaggia dopo il suo suicidio e infine il corpo di Beowulf, salvandolo dalle fiamme. La sua forma umana è interpretata da Angelina Jolie e doppiata in italiano da Emanuela Rossi. Tuttavia, poiché l'attrice era incinta al tempo delle riprese, Rachel Bernstein le fece da controfigura nelle scene dove appariva nuda.[6]
- Wiglaf: migliore amico di Beowulf, resterà al fianco dell'eroe fino alla fine. Al contrario di Beowulf e di molti dei suoi compagni, egli è fermamente ligio al dovere e all'onore e non si lascia distrarre dalle donne o dai piaceri. Egli crede nella leggenda di Beowulf e rifiuta di crederlo diverso dal perfetto guerriero la cui fama si è costruita attorno. Dopo la sua morte, diventerà lui il re e il suo fato è ignoto. Interpretato da Brendan Gleeson e doppiato in italiano da Roberto Draghetti.
- Grendel: essere mostruoso ma anche deforme e per questo tormentato. Non è in grado di ragionare e parlare normalmente, a causa delle sue mutilazioni fisiche. Ciò lo rende ancora più pericoloso, in quanto incline a violenti eccessi di rabbia nel quale devasta tutto quello che trova con la sua grande forza. A causa di una malformazione all'orecchio sinistro, Grendel soffre molto quando ode rumori forti, cosa che lo rende aggressivo e lo porta ad aggredire gli umani che fanno chiasso con le loro feste. Egli è stato concepito dalla creatura acquatica e dal re Hrothgar, infatti non lo attacca perché riconosce in lui suo padre. La madre più di una volta lo rimprovera per i suoi attacchi agli uomini nel regno di Hrothgar, e che doveva limitarsi a cacciare gli animali selvatici. Grendel nello scontro con Beowulf dichiara di non essere lui il vero mostro. Interpretato da Crispin Glover e doppiato in italiano da Massimo Popolizio.

## Differenze dal poema
Uno degli obiettivi di Robert Zemeckis, Neil Gaiman e Roger Avary era di espandere il poema originale così come è stato registrato. Beowulf è generalmente considerato un racconto pagano scritto da monaci cristiani, che per Zemeckis e Avary rappresentava la possibilità che la storia originale fosse stata manomessa per adattarsi meglio alla sensibilità cristiana. Per loro questa è una spiegazione ragionevole per gli elementi critici della storia che sono assenti dal poema, come l'identità del padre di Grendel, il motivo per cui si astiene dall'attaccare Hrothgar e la mancanza di prove che la madre di Grendel sia stata uccisa.
Per ripristinare questi punti, hanno offerto la propria interpretazione delle motivazioni alla base del comportamento di Grendel e di quanto accaduto nella grotta della madre di Grendel, giustificandolo sostenendo che Beowulf agisce come un narratore inaffidabile nella parte del poema in cui descrive la sua battaglia con la madre di Grendel. Avary ha affermato che il loro obiettivo era "rimanere più fedeli alle lettere dell'epopea, ma leggere tra le righe e trovare verità più grandi che erano state esplorate prima", mentre Gaiman ha commentato, "la gloria di Beowulf è che ti è permesso di raccontarlo" per la presenza di molti altri adattamenti che ne offrivano la propria interpretazione.
Queste scelte li hanno anche aiutati a collegare meglio il terzo atto al secondo della loro sceneggiatura, che è diviso nel poema da un intervallo di 50 anni.	
Alcune delle modifiche apportate dal film, come notato dagli studiosi, includono:	
- La rappresentazione di Beowulf come un uomo imperfetto
- La rappresentazione di Hrothgar come un alcolizzato donnaiolo
- La rappresentazione di Unferth come cristiano
- La rappresentazione di Grendel come una creatura infantile dall'aspetto malaticcio (in qualche modo simile al personaggio di Gollum di Tolkien), piuttosto che un mostruoso demone selvaggio
- Il funerale di Beowulf
- La rappresentazione della madre di Grendel come una bella seduttrice, piuttosto una succube, che porta Grendel come figlio di Hrothgar e il drago come figlio di Beowulf (questo è anche il caso della trama del film del 1999 Beowulf, con l'eccezione che il drago è lì del tutto assente)[8]
- Il fatto che Beowulf diventa sovrano della Danimarca invece della sua nativa Geatland.[12][13]

Questa non è la prima volta che il tema di una relazione tra Beowulf e la madre di Grendel è stato esplorato da Gaiman. Nella sua raccolta di racconti del 1998, Smoke and Mirrors, la poesia Bay Wolf è una rivisitazione di Beowulf in un ambiente moderno. In questa storia, Beowulf come narratore è ambiguo su quello che è successo tra la madre di Grendel e lui.

## Produzione
Il film si avvale della motion capture, tecnica che impiega attori in carne e ossa per animare modelli tridimensionali. È stato distribuito anche in formato 3D ed è stato prodotto interamente in computer grafica. Il doppiaggio e la cattura dei movimenti degli attori sono iniziate il 26 settembre 2006 e si sono svolte interamente all'interno degli studi cinematografici della Warner Bros. situati a Los Angeles. Le registrazioni in generale sono terminate a febbraio 2007. Il budget per la realizzazione è stato di circa 150000000 $.

## Distribuzione

### Edizione home video
Il film è stato messo in commercio in DVD, nel mercato italiano il 19 marzo 2008, disponibile nelle edizioni disco singolo e doppio e in alta definizione Blu-ray Disc.

## Accoglienza

### Incassi
Il film ha ottenuto un discreto successo al debutto nelle sale, ed è arrivato all'incasso internazionale di circa $196.400.000.

## Altri media

### Videogioco
È stato prodotto anche l'omonimo videogioco che si basa sulla trama del film, disponibile per: PC, PS3, Xbox 360, Wii e Nintendo DS e PSP.

## Merchandising
È stato creato da Reiner Knizia l'omonimo gioco da tavolo, distribuito in Italia dalla Nexus Editrice ed originariamente distribuito dalla Fantasy Flight Games; il gioco è un riadattamento dei precedenti "Kingdoms" e "auf Heller und Pfennig".

## Fumetto
Il film è stato tratto dalla sceneggiatura di Neil Gaiman e Roger Avary, da cui era stato tratto un fumetto in un volume unico.